# San Genaro de Boconoito (khu tự quản)
San Genaro de Boconoito là một khu tự quản thuộc bang Portuguesa, Venezuela. Thủ phủ của khu tự quản San Genaro de Boconoito đóng tại Boconoito. Khự tự quản San Genaro de Boconoito có diện tích 1031 km2, dân số theo điều tra dân số ngày 21 tháng 10 năm 2001 là 18822 người.